# Cantonul Arzacq-Arraziguet
Cantonul Arzacq-Arraziguet este un canton din arondismentul Pau, departamentul Pyrénées-Atlantiques, regiunea Aquitania, Franța.

## Comune
- Arget
- Arzacq-Arraziguet (reședință)
- Bouillon
- Cabidos
- Coublucq
- Fichous-Riumayou
- Garos
- Géus-d'Arzacq
- Larreule
- Lonçon
- Louvigny
- Malaussanne
- Mazerolles
- Méracq
- Mialos
- Montagut
- Morlanne
- Piets-Plasence-Moustrou
- Pomps
- Poursiugues-Boucoue
- Séby
- Uzan
- Vignes